# Szikes puszták és sztyepprétek
A szikes puszták és sztyepprétek avagy pusztai gyepek (Artemisio-Festucetalia pseudovinae Soó 1968) a szikes puszták (Festuco-Puccinellietea Soó 1968 em. Borhidi 2003 hoc loco) növénytársulástani osztályának egyik rendje.

## Jellemzői
Ezeket a gyepeket összefoglalóan „száraz” sziki gyepeknek is nevezik, ez azonban csak közelítőleg helytálló, mert az egyes termőhelyek vízjárása, talajok vízháztartása meglehetősen különböző. Ezek a társulások az esetek jelentős részében (de nem mindig) antropogén hatásra alakultak ki, illetve maradnak fenn.
A kevésbé szélsőséges vízjárású részeken és ott, ahol a termőhely az év nagy részében száraz, a szikesedés eleve csekélyebb. Az ilyen termőhelyek (Ohat, Újszentmargita, Bélmegyer-Fáspuszta) eredeti növénytársulásai nem az alacsony füvű sziki gyepek voltak, hanem az erdős sztyeppek (azok erdei és magas füvű, illetve magaskórós rétjei).
A szikesedés ott volt eleve erőteljes, ahol a vízjárás jobban ingadozott, és a kora tavaszi vízelöntést hirtelen váltotta fel a kiszáradás. Ilyenek a szikes mocsarak szélsőségesen ingadozó vízszintű peremterületei és a szikes erdős puszták mély fekvésű, vízállásos foltjai. Az ilyen termőhelyeken eredetileg is voltak szikes jellegű társulások, mai „szárazságuk” tehát viszonylagos. Tavasszal napjainkban is sekély víz borítja őket, de jóval korábban száradnak ki, mint eredetileg.
A szoloncsákon, illetve szolonyecen kialakult sziki gyepek kevéssé, csupán szubasszociáció szinten különböznek.

## Rendszertani felosztásuk
A rend két társulástani csoportja:
- szikes pusztai gyepek (alacsony füvű szikes puszták, Festucion pseudovinae Soó 1933) három növénytársulással:
  - füves szikes puszta (Achilleo setaceae–Festucetum pseudovinae Soó (1933) 1947 corr. Borhidi 1996),
  - ürmöspuszta (ürmös szikes puszta, Artemisio santonici-Festucetum pseudovinae Soó in Máthé 1933 corr. Borhidi 1996),
  - magyar imolás sziki sztepprét (Centaureo pannonicae-Festucetum pseudovinae Klika & Vlach 1937);
- sziki magaskórós erdőspusztarétek (Peucedano-Asterion sedifolii, Peucedano officinalis-Asterion sedifolii Borhidi 1996) egy növénytársulással.
  - sziki erdőspusztarét (Peucedano–Asteretum sedifolii Soó 1947 corr. Borhidi 1996)